# Marcel Schoenenberger
 (octobre 2021).
Si vous disposez d'ouvrages ou d'articles de référence ou si vous connaissez des sites web de qualité traitant du thème abordé ici, merci de compléter l'article en donnant les références utiles à sa vérifiabilité et en les liant à la section « Notes et références ».
Marcel Schoenenberger est un sculpteur français né à Colmar le 18 mars 1929 et mort aux Mages le 26 juillet 2004.

## Biographie
Pendant de nombreuses années, Marcel Schoenenberger, a animé chez lui, Chemin du Schoenenwert à Colmar l'« Académie des enfants » permettant à de nombreux petits Colmariens de façonner la terre et de s'initier à l'art.
Vers la fin de sa vie, il quitta l'Alsace pour les Cévennes.

## Œuvres
Presque toute son œuvre est consacrée à la mère et à l'enfant. Il a travaillé la terre, la pierre et le bronze.
- La « Mère et l'enfant », (crèche à Colmar), terre cuite
- Le « Petit prince et sa rose », bronze, 1981

## Expositions
- Exposition à la Médiathèque d'Alès, du 24 au 28 mai 2005, sculptures et photographies.
- « Cinquante années de création artistique dédiée à la mère et l'enfant », Exposition à la Bibliothèque Municipale de Colmar, du 12 mai au 17 juin 2006.

## Publication
Marcel Schoenenberger a écrit un livre où il raconte comment il a fait le portrait sculpté d'un enfant Bouddha : 
- Marcel Schoenenberger, L'enfant Bouddha et le sculpteur, éd. GabriAndré, Saint-Jean-de-Valériscle, 1998  (ISBN 2-909788-36-9).